# Xã Cottonwood, Quận Phelps, Nebraska
Xã Cottonwood (tiếng Anh: Cottonwood Township) là một xã thuộc quận Phelps, tiểu bang Nebraska, Hoa Kỳ. Năm 2010, dân số của xã này là 96 người.